# Бьютт (округ, Южная Дакота)
Округ Бьютт (англ. Butte County) располагается в штате Южная Дакота, США. Официально образован в 1883 году. По состоянию на 2010 год, численность населения составляла 10 110 человек.

## География
По данным Бюро переписи США, общая площадь округа равняется 5870 км2, из которых 5824 км2 суша и 46 км2 или 0,790 % это водоёмы.

## Население
По данным переписи населения 2000 года в округе проживает 9 094 жителей в составе 3 516 домашних хозяйств и 2 468 семей. Плотность населения составляет 2,00 человека на км2. На территории округа насчитывается 4 059 жилых строений, при плотности застройки около 1,00-го строений на км2. Расовый состав населения: белые — 95,52 %, афроамериканцы — 0,10 %, коренные американцы (индейцы) — 1,65 %, азиаты — 0,24 %, гавайцы — 0,00 %, представители других рас — 1,09 %, представители двух или более рас — 1,40 %. Испаноязычные составляли 2,93 % населения независимо от расы.
В составе 35,00 % из общего числа домашних хозяйств проживают дети в возрасте до 18 лет, 57,40 % домашних хозяйств представляют собой супружеские пары проживающие вместе, 9,00 % домашних хозяйств представляют собой одиноких женщин без супруга, 29,80 % домашних хозяйств не имеют отношения к семьям, 25,60 % домашних хозяйств состоят из одного человека, 11,90 % домашних хозяйств состоят из престарелых (65 лет и старше), проживающих в одиночестве. Средний размер домашнего хозяйства составляет 2,55 человека, и средний размер семьи 3,07 человека.
Возрастной состав округа: 28,30 % моложе 18 лет, 7,20 % от 18 до 24, 26,00 % от 25 до 44, 23,40 % от 45 до 64 и 23,40 % от 65 и старше. Средний возраст жителя округа 38 лет. На каждые 100 женщин приходится 96,90 мужчин. На каждые 100 женщин старше 18 лет приходится 93,20 мужчин.
Средний доход на домохозяйство в округе составлял 29 040 USD, на семью — 34 173 USD. Среднестатистический заработок мужчины был 26 769 USD против 15 758 USD для женщины. Доход на душу населения составлял 13 997 USD. Около 9,40 % семей и 12,80 % общего населения находились ниже черты бедности, в том числе — 17,40 % молодежи (тех, кому ещё не исполнилось 18 лет) и 11,80 % тех, кому было уже больше 65 лет.